# Кумышка
Кумы́шка (от слова кумыс, либо от слова кумушка) — домашний алкогольный напиток, дистиллят из кумыса.
В Толковом словаре живого великорусского языка Владимира Даля написано что Кумы́шка (м.) мутная, дымная и вонючая перегонная брага, у вотяков, чуваш, черемис и других чудских племен; у калмыков Араху́ (ср.) калмыцкая кумышка, водка из простокваши, арзи. В Сибири молочная водка инородцев, перегоняемая из вонючей кваши, у чуваш, кумышка — Арака́ (ж.) или араки́ (ср.), а очищенная кумышка, то есть перегнанная вторично молочная водка — Тарасун (м.).

## История
Хмельной напиток домашнего приготовления кумы́шка распространена у удмуртов, марийцев и других народов. Варится в чугунных или медных котлах.
Удмурты со времени Иоанна Грозного пользовались правом беспошлинного варения кумышки. Это право было сохранено акцизным уставом 4 июля 1861 года только за удмуртами, жившими в селениях Вятской губернии (кроме заводов Воткинского и Ижевского).
Законом Российской империи, от 24 апреля 1890 года варение кумышки было воспрещено безусловно и вместе с тем определено, что виновные в её варении, сверх конфискации посуды, подвергаются:
- в первый раз — штрафу до 50 рублей;
- во второй — штрафу до 100 рублей и аресту до трёх недель[9]. А одно устройство и хранение посуды для варения кумышки влекло за собою штраф не свыше 25 рублей[9].

В начале XIX века кумышка стала использоваться не только в традиционных (языческих) молениях, но также и в православных праздниках.
Крепость напитка варьируется в зависимости от региона: в южных районах её делали слабой, крепостью в два градуса; а северяне, наоборот, делали напиток крепким.
Кумышку иногда подкрашивают ягодами (малиной, черёмухой, с добавлением мёда), и пьют зимой в горячем виде. Такой напиток называется посятэм.